# 트라반트 601
트라반트 601(독일어: Trabant 601)은 독일 통일 이전 구 독일 민주 공화국(동독) 작센주 츠비카우의 작센링 자동차 공장에서 만든 4인승 경차이다. 독일 분단 당시 구 동독 지역에서 민간인이 구입할 수 있는 유일한 승용차였다. 트라비(Trabi)라는 애칭으로도 불린다.

## 역사
1949년에 독일이 분단된 후 구 독일 민주 공화국 정부는 츠비카우에 있었던 옛 아우토 우니온(현 아우디)의 자동차 생산 공장을 모태로 1958년 작센링 자동차 공장을 설립하고, 1959년부터 국민차 트라반트를 생산하였다. 첫 출시 당시 트라반트는 2기통 2행정 0.5리터 18마력 엔진을 탑재하였으나, 1963년 엔진 배기량과 마력수를 0.6리터 23마력으로 높인 트라반트 601이 출시되었다.
이 차종은 시판 당시부터 1991년 단종 때까지 공랭식 2행정 엔진을 고수하였으며, 카세트 라디오 등 일부 편의장비를 제외하고는 차량의 외형이나 사양의 변화도 거의 없었다. 생산성이 떨어지는 공산주의 경제의 특성상, 차량을 주문하면 10년 가까이 걸려야 차량을 인도받을 수 있었다.

## 특징
트라반트 601의 엔진은 2기통 2행정 공랭식 595cc 23마력 엔진으로서, 비슷한 사양의 차종들에 비해 출력이 낮고 연료 소모가 많다. 그러나 트라반트는 123km/h까지 낼 수 있는 성능을 가지고 있는데, 이는 차체를 철판이 아닌 FRP(섬유 강화 플라스틱)로 제작하였기 때문이다. 비슷한 차종인 대우 티코의 무게가 640kg인데 비해, 트라반트 601의 무게는 615kg으로 훨씬 가볍다.
트라반트의 특징은 이러한 경량 플라스틱 차체 외에도, 타코미터 대신 공기 흡입량을 색상으로 표시하는 게이지가 계기판에 장착되어 있어 이를 기준으로 운전자가 변속을 하도록 하였고, 변속기는 컬럼식 4단 수동변속기를 장착하여 좁은 내부 공간의 활용성을 높였다. 트라반트는 차체가 부식에 강하고 가벼우며, 구조가 간단하여 수리가 쉬운 장점이 있었던 반면, 2행정 엔진의 특성상 휘발유에 윤활유를 섞어서 연소하도록 되어 있어 매연이 심하고, 매연 색깔도 푸른색을 띄었다. 또한 토요타 퍼블리카같이 공랭식 엔진이 장착되어서 장거리 주행시 자주 쉬어 주어야 했다. 플라스틱 차체의 특성상 사고시 복원이 어렵고 탑승자의 안전에 치명적이었으며, 재활용이 불가능하다는 단점이 있었다. 또한 낮은 엔진 출력의 한계로 제원상의 최고 시속은 123km/h였으나, 실제로는 40~60km 이상의 속력을 내기가 힘들었다.
1990년 독일 통일 이후에는 폭스바겐의 4기통 4행정 수냉식 1.1리터 엔진을 장착한 차종도 만들어졌으나 공해가 심하고 승차감이 나쁘며 안전성이 떨어지는 차량의 근본적인 문제점을 극복하는 데에는 한계가 있었기에, 1991년에 트라반트는 생산을 중단했다. 단종된 후 츠비카우 공장은 폭스바겐이 인수했고, 현재 폭스바겐의 전기자동차가 츠비카우에서 생산되고 있다. 작센링 자동차 공장은 자동차 부품 생산업체로 업종을 전환하였다.
약 300만대 이상의 트라반트가 생산되어 동독 지역에 존재하였고 공산권 국가로 수출되었으나, 공해 문제로 구 서독 지역에서의 등록이 금지되고 독일 통일 이후 대다수의 동독 주민들이 트라반트를 버리고 서독제 차량으로 대체하면서 대다수의 트라반트가 폐차되어 현재는 동독 지역에 약 100대 정도의 트라반트만이 남아 있다. 그나마도 개인 소유가 아닌 관광용, 시승용 및 사진 촬영용으로 활용되고 있다.

## 미디어 속의 트라반트
1991년 독일에서 제작된 영화 트라비에게 갈채를(Go Trabi Go)에서는 구 동독 지역의 고등학교 교사 일가족이 트라반트 601을 타고 독일에서 이탈리아로 여행하면서 겪는 여정을 그리고 있다.

## 대한민국의 트라반트
현재 대한민국에도 몇 대의 트라반트가 있다.
- DMZ박물관: 1973년식, 무등록, 현재 전시중
- 삼성교통박물관 : 1988년식, 무등록, 현재 전시중
- 개인 소유(대전광역시) : 연식 불명, 정식 등록, 운행중